# (29480) 1997 VO1
(29480) 1997 VO1 là một tiểu hành tinh vành đai chính. Nó được phát hiện bởi Seiji Ueda và Hiroshi Kaneda ở Kushiro, Hokkaidō, Nhật Bản, ngày 1 tháng 11 năm 1997.